# OPPA
OPPA(오피피에이)는 1997년부터 2000년까지 활동했던 대한민국의 남성 그룹이다. 한국 아이돌 사상 최초로 유닛 활동을 시도하여 큰 화제가 되었다. 
1997년 12월 1집 'Deathless love'로 데뷔했다. 그때 당시에는 흔치 않았던 8명이라는 인원수로 활동을 했다. 1집에선 타이틀곡 '애국심' 과 후속곡 '그대야 미안해!' 가 인기를 얻었다.
1998년 당시로선 생소한 개념인 '유닛'이 만들어지며 정철운, 김상태, 김섭, 조성훈, 정명훈으로 구성된 유닛 그룹 'OPPA007' 이 활동을 했다. 이어 'OPPA180'라는 또 다른 유닛 김영훈, 차희영, 유종국과 새 멤버 한글, 유충렬 (현 아프리카 BJ민성)로 구성된 그룹이 다음 활동을 이어나기 위해 준비를 하고 있었으나 제작지원 등의 문제로 무산되고 후속곡 '국민 여러분' 이란 곡을 같이 부르며 합류했다. 이들은 타이틀곡 '와요!와요!' 로 활동하여 인기를 얻게 되는데, 이 타이틀곡은 펌프 잇 업에 수록되어 있으며 최근에는 기아 타이거즈의 응원가로도 쓰이고 있다. 
2000년 멤버들이 대거 교체된 이후 2집 'Reincarnation' 을 내고 타이틀곡 '하느님', 후속곡 '약속'으로 활동을 했다. 멤버 교체로 음역대가 넓어지고 음색이 다양해지나 기존 멤버 팬들과 갈등이 있기도 했고 무대에서 퍼포먼스를 하던 중 추락사고가 일어나 다쳤는데도 무대를 마져하며 멤버 한글이 큰 부상을 당해 팀을 나가게 된다. 이후 OPPA는 해체되었다. 기존 팀과는 별개로 2001년에는 탈퇴한 1집 멤버였던 5명이 다른 소속사에서 PLT로 활동하기도 하였다.

## 멤버
- 1집 : 김영훈, 유종국, 조성훈, 정철운, 김섭, 김상태, 정명훈, 차희영
- 2집 : 김영훈, 김상태, 김섭, 한글, 국철, 아키, 현창